# Iacobus Gothofredus

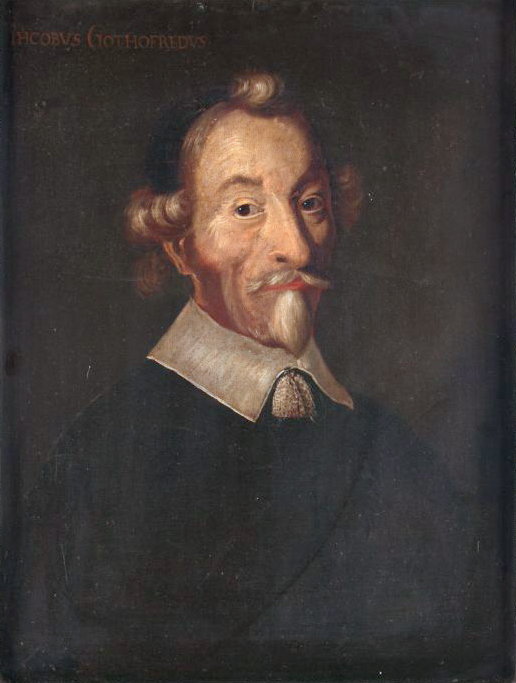
Iacobus Gothofredus

Jacques Godefroy (lat. Iacobus Gothofredus) (* 13. September 1587 in Genf; † 23. Juni 1652 in Genf) war ein Jurist und Politiker sowie Herausgeber einer kommentierten Ausgabe des Codex Theodosianus.

## Biografie
Jacques Godefroy wurde als Sohn von Denis Godefroy und seiner Frau Denise de Saint Yon geboren.
Er wuchs im calvinistischen Glauben auf. In Paris und Bourges studierte er Rechtswissenschaft und Geschichte. In Bourges promovierte er zum Dr. jur. Nach dem Studium kehrte er 1616 nach Genf zurück und brachte eine kommentierte Cicero-Ausgabe sowie 1617 eine Sammlung der Julianischen und Papinianischen Gesetze heraus. 1619 wurde er Professor an der Genfer Akademie (Vorläufer der Genfer Universität) und Mitglied des Rates der Zweihundert – eine Art Gemeinderat. 1622 sass er im Rat der Sechzig und 1629 im Kleinen Rat. 1632 gab er das Lehramt ab, nachdem man ihn zum Staatsschreiber (1632–36) gemacht hatte. Als Leiter des Magistrats (Bürgermeister; syndicus) (1637, 1641, 1645 u. 1649) war er mehrfach in diplomatischen Missionen unterwegs: in der Schweiz (Baden 1641), im Piemont (1632), in Frankreich (1634, 1636, 1643). Daneben hielt er Vorlesungen in Rechtswissenschaft an der Genfer Akademie.
Godefroy war zweimal verheiratet: 1618 Eheschliessung mit Marie Graffard, 1640 Eheschliessung mit Susanne de Croso.

## Werke

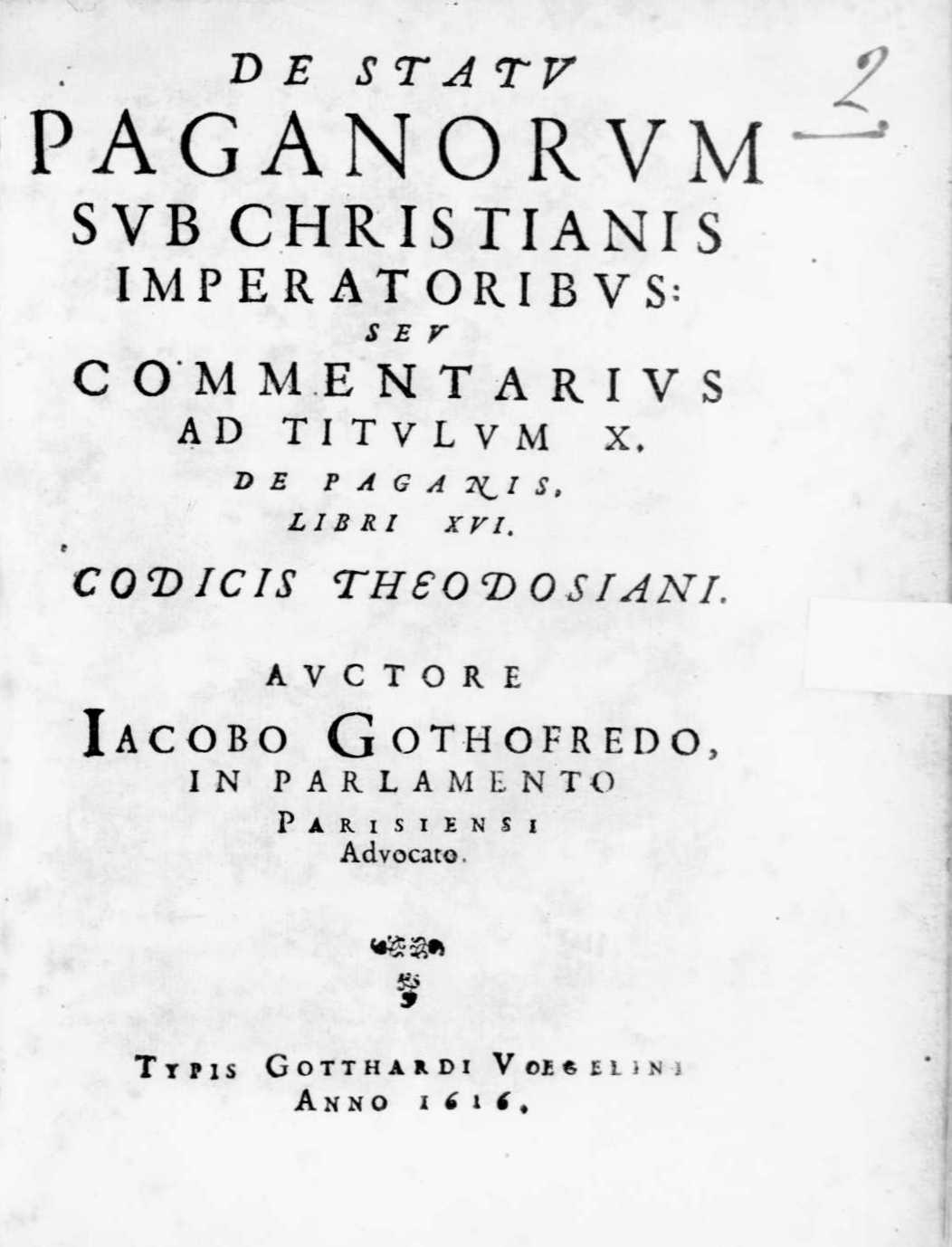
De statu paganorum sub christianis imperatoribus: seu commentarius ad titulum X de paganis libri XVI codicis Theodosiani, 1616

Seine wichtigste Arbeit war die Herausgabe eines kritischen und kommentierten Textes des „Codex Theodosianus“, einer Gesetzessammlung, die zur Grundlage des Rechtswesens in den Nachfolgestaaten des Römischen Reiches geworden war. Die gedruckte Ausgabe erschien 1665 in Lyon (vier Bände), 13 Jahre nach seinem Tod. Nachdruck Leipzig (sechs Bände), 1736–1745.
Ein weiteres wichtiges Werk war die Rekonstruktion des Zwölftafelgesetzes (frühes römisches Recht).
- De statu paganorum sub christianis imperatoribus: seu commentarius ad titulum X de paganis libri XVI codicis Theodosiani. Gotthard Vögelin, Heidelberg 1616 (Latein, beic.it).
- Mercure Jésuite, Genf 1626–32.
- Diatriba de iure praecedentiae, Genf 1627 (eine Schmähschrift über das Präzedenzrecht).
- Orationes politicae tres, Genf 1634 (3 seiner politischen Reden).
- Codex Theodosianus, 1665